# Demyelinisierende Erkrankung
Unter einer demyelinisierenden Erkrankung oder Entmarkungskrankheit versteht man eine Schädigung des Nervensystems, bei der Nervenzellen ihre Myelinhüllen verlieren, wodurch sie in der Regel unfähig werden, ihre normale Funktion auszuüben. Im Zentralnervensystem kann sich ein solcher Vorgang als Verlust von weißer Substanz zeigen und wird daher als Entmarkung bezeichnet. 
Derartige Krankheiten des Zentralnervensystems sind in der ICD-10 unter G35-G37 zusammengefasst.

## Beim Menschen
Im Wesentlichen zählen dazu:
- akute disseminierte Enzephalomyelitis (ADEM)
- akute Motorische Axonale Neuropathie
- Baló-Krankheit oder Encephalitis periaxialis concentrica
- chronisch inflammatorische demyelinisierende Polyneuropathie
- Guillain-Barré-Syndrom
- funikuläre Myelose
- Miller-Fisher-Syndrom
- multiple Sklerose (MS)
  - Marburg-Variante der akuten Multiplen Sklerose
- entzündliche Form der diffusen Sklerose
- Myelitis transversa
- Neuromyelitis optica (Devic-Syndrom)

## Beim Tier
Bei Tieren kommen als demyelinisierende Erkrankungen vor:
- Visna der Schafe
- Degenerative Myelopathien der Hunde